# 997
| 997                |
| ------------------ |
| Dødsfald - Fødsler |
|                    |

| Gregoriansk kalender | 997 CMXCVII             |
| Ab urbe condita      | 1750                    |
| Armensk kalender     | 446 ԹՎ ՆԽԶ              |
| Kinesiske kalender   | 3693 – 3694 丙申 – 丁酉 |
| Etiopisk kalender    | 989 – 990               |
| Jødisk kalender      | 4757 – 4758             |
| Hindukalendere       |                         |
| - Vikram Samvat      | 1052 – 1053             |
| - Shaka Samvat       | 919 – 920               |
| - Kali Yuga          | 4098 – 4099             |
| Iransk kalender      | 375 – 376               |
| Islamisk kalender    | 387 – 388               |

Se også 997 (tal)

## Begivenheder
- Trondheim grundlægges af Olav Tryggvason